# Francisco Villa, Querétaro Arteaga
Francisco Villa är en ort i Mexiko.   Den ligger i kommunen Pedro Escobedo och delstaten Querétaro Arteaga, i den centrala delen av landet, 160 km nordväst om huvudstaden Mexico City. Francisco Villa ligger 1 928 meter över havet och antalet invånare är 458.
Terrängen runt Francisco Villa är platt åt nordost, men åt sydväst är den kuperad. Runt Francisco Villa är det ganska tätbefolkat, med 222 invånare per kvadratkilometer. Närmaste större samhälle är Pedro Escobedo, 1,1 km nordost om Francisco Villa. Trakten runt Francisco Villa består till största delen av jordbruksmark.